# Vélo d’Or
Die Auszeichnung Vélo d’Or (französisch für Goldenes Fahrrad) gilt als Ehrung für den weltweit besten Radrennfahrer der Saison. Die Wahl durch internationale Sportjournalisten wird seit 1992 jährlich von der französischen Radsport-Zeitschrift Vélo Magazine organisiert.
Die Wahl zum Weltradsportler des Jahres verdeutlicht auch die herausragende Stellung der Tour de France als wichtigstes Radrennen der Welt: Oft landete der Sieger der Tour auf einem der beiden ersten Plätze.

## Vélo d’Or Männer
| Jahr | Sieger             | Zweiter              | Dritter              |
| ---- | ------------------ | -------------------- | -------------------- |
| 1992 | Miguel Indurain    | Tony Rominger        | Claudio Chiappucci   |
| 1993 | Miguel Indurain    | Maurizio Fondriest   | Tony Rominger        |
| 1994 | Tony Rominger      | Miguel Indurain      | Jewgeni Bersin       |
| 1995 | Laurent Jalabert   | Miguel Indurain      | Abraham Olano        |
| 1996 | Johan Museeuw      | Bjarne Riis          | Alex Zülle           |
| 1997 | Jan Ullrich        | Laurent Jalabert     | Marco Pantani        |
| 1998 | Marco Pantani      | Michele Bartoli      | Lance Armstrong      |
| 1999 | Lance Armstrong    | Jan Ullrich          | Andreï Tchmil        |
| 2000 | Lance Armstrong    | Erik Zabel           | Jan Ullrich          |
| 2001 | Lance Armstrong    | Erik Zabel           | Erik Dekker          |
| 2002 | Mario Cipollini    | Lance Armstrong      | Paolo Bettini        |
| 2003 | Lance Armstrong    | Paolo Bettini        | Alexander Winokurow  |
| 2004 | Lance Armstrong    | Damiano Cunego       | Óscar Freire         |
| 2005 | Tom Boonen         | Lance Armstrong      | Danilo Di Luca       |
| 2006 | Paolo Bettini      | Alejandro Valverde   | Fabian Cancellara    |
| 2007 | Alberto Contador   | Fabian Cancellara    | Paolo Bettini        |
| 2008 | Alberto Contador   | Fabian Cancellara    | Carlos Sastre        |
| 2009 | Alberto Contador   | Mark Cavendish       | Fabian Cancellara    |
| 2010 | Fabian Cancellara  | Alberto Contador     | Andy Schleck         |
| 2011 | Philippe Gilbert   | Cadel Evans          | Mark Cavendish       |
| 2012 | Bradley Wiggins    | Tom Boonen           | Joaquim Rodríguez    |
| 2013 | Chris Froome       | Vincenzo Nibali      | Peter Sagan          |
| 2014 | Alberto Contador   | Vincenzo Nibali      | Alejandro Valverde   |
| 2015 | Chris Froome       | Peter Sagan          | Fabio Aru            |
| 2016 | Peter Sagan        | Chris Froome         | Nairo Quintana       |
| 2017 | Chris Froome       | Tom Dumoulin         | Peter Sagan          |
| 2018 | Alejandro Valverde | Geraint Thomas       | Julian Alaphilippe   |
| 2019 | Julian Alaphilippe | Egan Bernal          | Primož Roglič        |
| 2020 | Primož Roglič      | Tadej Pogačar        | Wout van Aert        |
| 2021 | Tadej Pogačar      | Primož Roglič        | Wout van Aert        |
| 2022 | Remco Evenepoel    | Wout van Aert        | Tadej Pogačar        |
| 2023 | Jonas Vingegaard   | Mathieu van der Poel | Tadej Pogačar        |
| 2024 | Tadej Pogačar      | Remco Evenepoel      | Mathieu van der Poel |

## Vélo d’Or Frauen
| Jahr | Sieger               | Zweiter        | Dritter                |
| ---- | -------------------- | -------------- | ---------------------- |
| 2022 | Annemiek van Vleuten | Lotte Kopecky  | Pauline Ferrand-Prévot |
| 2023 | Demi Vollering       | Lotte Kopecky  | Annemiek van Vleuten   |
| 2024 | Lotte Kopecky        | Demi Vollering | Kasia Niewiadoma       |

## Bester Klassikerfahrer (Trophy Eddy Merckx)
| Jahr | Sieger               | Zweiter              | Dritter          |
| ---- | -------------------- | -------------------- | ---------------- |
| 2023 | Mathieu van der Poel | Tadej Pogačar        | Remco Evenepoel  |
| 2024 | Tadej Pogačar        | Mathieu van der Poel | Jasper Philipsen |

## Beste Klassikerfahrerin (Trophy Eddy Merckx)
| Jahr | Siegerin      | Zweite         | Dritte         |
| ---- | ------------- | -------------- | -------------- |
| 2023 | Lotte Kopecky | Demi Vollering | Alison Jackson |
| 2024 | Lotte Kopecky |                |                |

## Trophée Chris Hoy (Bester Fahrer in den olympischen Disziplinen)
| Jahr | Sieger           | Zweiter | Dritter |
| ---- | ---------------- | ------- | ------- |
| 2024 | Harrie Lavreysen |         |         |

### Prix Gino Mäder (Soziales Engagement)
| Jahr | Sieger          | Zweiter | Dritter |
| ---- | --------------- | ------- | ------- |
| 2024 | Luis Ángel Maté |         |         |